# Lekkoatletyka na Letnich Igrzyskach Olimpijskich 1984 – rzut młotem mężczyzn
Rzut młotem mężczyzn podczas XXIII Letnich Igrzysk Olimpijskich w Los Angeles rozegrano 5 (kwalifikacje) i 6 sierpnia 1984 (finał) na stadionie Los Angeles Memorial Coliseum. Zwycięzcą został reprezentant Finlandii Juha Tiainen.
Reprezentant Włoch Giampaolo Urlando, który pierwotnie zajął 4. miejsce w finel, został następnie zdyskwalifikowany z powodu stosowania środków dopingujących, a jego wyniki unieważnione.

## Rekordy
|                   | Zawodnik      | Narodowość | Wynik | Data               | Miejsce |
| ----------------- | ------------- | ---------- | ----- | ------------------ | ------- |
| Rekord świata     | Jurij Siedych | ZSRR       | 86,34 | 3 lipca 1984(dts)  | Cork    |
| Rekord olimpijski | Jurij Siedych | ZSRR       | 81,80 | 31 lipca 1980(dts) | Moskwa  |

## Wyniki
| Poz. - pozycja |
| – rekord świata \| – rekord krajowy \| – rekord życiowy \| = – wyrównany rekord życiowy \| · – najlepszy wynik w sezonie \| = – wyrównany najlepszy wynik w sezonie \| – rekord olimpijski |
| Fn – falstart \| DNF – nie ukończył \| DNS – nie wystartował \| DSQ – zdyskwalifikowany |

### Kwalifikacje
Do finału awansowali zawodnicy, którzy osiągnęli minimum 72,00 m (Q), względnie 12 najlepszych (gdyby mniej niż 12 zawodników osiągnęło minimum, q). Miotacze startowali w dwóch grupach (A i B).
| Poz. | Grupa | Zawodnik            | Reprezentacja     | Próby | Próby | Próby | Wynik | Uwagi |
| Poz. | Grupa | Zawodnik            | Reprezentacja     | 1     | 2     | 3     | Wynik | Uwagi |
| ---- | ----- | ------------------- | ----------------- | ----- | ----- | ----- | ----- | ----- |
| 1.   | B     | Karl-Hans Riehm     | RFN               | 75,50 | –     | –     | 75,50 | Q     |
| 2.   | A     | Klaus Ploghaus      | RFN               | 74,68 | –     | –     | 74,68 | Q     |
| 3.   | B     | Orlando Bianchini   | Włochy            | 74,02 | –     | –     | 74,02 | Q     |
| 4.   | A     | Christoph Sahner    | RFN               | 73,88 | –     | –     | 73,88 | Q     |
| 5.   | B     | Harri Huhtala       | Finlandia         | 73,78 | –     | –     | 73,78 | Q     |
| 6.   | B     | Walter Ciofani      | Francja           | 68,80 | 73,10 | –     | 73,10 | Q     |
| 7.   | B     | Robert Weir         | Wielka Brytania   | 71,34 | 71,30 | 73,04 | 73,04 | Q     |
| 8.   | A     | Juha Tiainen        | Finlandia         | 70,86 | 72,68 | –     | 72,68 | Q     |
| 9.   | B     | Martin Girvan       | Wielka Brytania   | 72,66 | –     | –     | 72,66 | Q     |
| 10.  | A     | Giampaolo Urlando   | Włochy            | 72,42 | –     | –     | 72,42 | Q DSQ |
| 11.  | A     | Matthew Mileham     | Wielka Brytania   | 71,80 | x     | x     | 71,80 | q     |
| 12.  | A     | Bill Green          | Stany Zjednoczone | 71,38 | 70,96 | 70,80 | 71,38 | q     |
| 13.  | A     | Johann Lindner      | Austria           | 70,44 | 71,28 | x     | 71,28 |       |
| 14.  | A     | Jud Logan           | Stany Zjednoczone | 71,14 | x     | 71,18 | 71,18 |       |
| 15.  | B     | Shigenobu Murofushi | Japonia           | 70,92 | 70,24 | 70,74 | 70,92 |       |
| 16.  | B     | Lucio Serrani       | Włochy            | 69,72 | 70,64 | 69,64 | 70,64 |       |
| 17.  | A     | Declan Hegarty      | Irlandia          | x     | 70,56 | x     | 70,56 |       |
| 18.  | B     | Hakim Toumi         | Algieria          | 67,68 | x     | 65,84 | 67,68 |       |
| 19.  | B     | Ed Burke            | Stany Zjednoczone | x     | 67,52 | x     | 67,52 |       |
| 20.  | A     | Raúl Jimeno         | Hiszpania         | 66,38 | 65,92 | 65,86 | 66,38 |       |
| 21.  | B     | Tore Johnsen        | Norwegia          | 65,16 | 63,24 | 65,72 | 65,72 |       |
| 22.  | A     | Connor McCullagh    | Irlandia          | 62,12 | 65,56 | 65,12 | 65,56 |       |
| –    | B     | Dominique Béchard   | Mauritius         | x     | x     | x     | NM    |       |

### Finał
| Poz. | Zawodnik          | Reprezentacja     | Próby | Próby | Próby | Próby | Próby | Próby | Wynik | Uwagi |
| Poz. | Zawodnik          | Reprezentacja     | 1     | 2     | 3     | 4     | 5     | 6     | Wynik | Uwagi |
| ---- | ----------------- | ----------------- | ----- | ----- | ----- | ----- | ----- | ----- | ----- | ----- |
| 01 ! | Juha Tiainen      | Finlandia         | 70,56 | 72,64 | 78,08 | 74,54 | 75,26 | 75,82 | 78,08 |       |
| 02 ! | Karl-Hans Riehm   | RFN               | 73,68 | 74,70 | 77,98 | x     | 76,46 | x     | 77,98 |       |
| 03 ! | Klaus Ploghaus    | RFN               | 75,48 | 75,96 | 72,16 | 75,18 | x     | 76,68 | 76,68 |       |
| 4.   | Orlando Bianchini | Włochy            | 72,18 | 72,12 | 74,70 | 73,42 | 75,94 | 73,78 | 75,94 |       |
| 5.   | Bill Green        | Stany Zjednoczone | x     | 72,68 | 74,76 | 67,70 | 75,60 | 72,12 | 75,60 |       |
| 6.   | Harri Huhtala     | Finlandia         | 74,34 | 74,44 | 73,86 | 74,72 | 73,10 | 75,28 | 75,28 |       |
| 7.   | Walter Ciofani    | Francja           | x     | 71,86 | 73,46 | x     | 71,20 | 68,86 | 73,46 |       |
| 8.   | Robert Weir       | Wielka Brytania   | 71,16 | x     | 72,62 | NQ    | NQ    | NQ    | 72,62 |       |
| 9.   | Martin Girvan     | Wielka Brytania   | x     | 72,32 | 68,00 | NQ    | NQ    | NQ    | 72,32 |       |
| –    | Matthew Mileham   | Wielka Brytania   | x     | x     | x     | NQ    | NQ    | NQ    | NM    |       |
| –    | Christoph Sahner  | RFN               | x     | x     | x     | NQ    | NQ    | NQ    | NM    |       |
| –    | Giampaolo Urlando | Włochy            | 70,26 | 74,82 | x     | 73,14 | 75,96 | 73,78 | 75,96 | DSQ   |